# Jean Sabbagh
Pour les articles homonymes, voir Sabbagh.
Jean Sabbagh (né le 23 janvier 1917 à Paris – 1er octobre 2006), contre-amiral français, est l'un des conseillers du Général de Gaulle.

## Biographie
Jean Charles Sabbagh est le fils aîné du peintre Georges Sabbagh et de l'historienne de l'art Agnès Humbert. Élève en classes préparatoires au lycée Carnot puis au lycée Saint-Louis, il sort de l'École Navale comme enseigne en 1939, sert à bord de la canonnière Ville-d'Ys en 1940 puis est commis par le Gouvernement de Vichy  pour empêcher une annexion britannique de Saint-Pierre-et-Miquelon. Élevé au grade de lieutenant au désarmement de son navire en Martinique (1940), il est promu capitaine de corvette (1943) puis capitaine de frégate (1953). Il est le premier commandant de la frégate Le Provençal (1958-1960). Le général de Gaulle se l'attache comme conseiller après les élections de 1965. Il reçoit le commandement de l’École Navale (jusqu'en 1967) puis de celle des élèves-officiers (jusqu'en 1969). Il termine sa carrière avec le grade de contre-amiral (1971). En 1973, le Président Pompidou le nomme conseiller-suppléant à la Cour de Sûreté de l’État (dissoute 8 ans plus tard par le Président Mitterand). Simultanément, il dirige le département des relations internationales du Chef d'état-major et assure les missions de conseiller au commerce extérieur.
Jean Sabbagh et sa femme, par leur action promotionnelle et leurs écrits, ont assuré une large audience à l’œuvre peinte de Georges Hanna Sabbagh. Fort de sa connaissance détaillée des torpilleurs des années 1940, il aide à traduire les célèbres romans historiques de Tom Clancy : Octobre rouge et Tempête rouge.

## Famille
Jean Sabbagh épouse Monique Le Bidois (1919-2009) en avril 1941 et ont cinq enfants. Son frère cadet, Pierre Sabbagh, accompagne l'expansion de la télévision française comme producteur. Il est par ailleurs un des cousins de l'architecte Jane Drew.